# 巴斯加二世
賈利二世（拉丁語：Paschalis PP. II；？—1118年1月21日）本名拉涅罗（Raniero），於1099年8月13日當選教宗，接替乌尔巴諾二世。他於翌日即位至1118年1月21日為止。賈利二世早年是克吕尼隐修院的一名修士。大约在1073年，拉涅罗在拉特朗圣格肋孟圣殿被时任教宗额我略七世授予司铎级枢机。

## 生平
拉涅罗于布萊達或加萊阿塔出生。在皇帝长时间的圣职授予斗争中，賈利二世热忱地延续和遵循教宗额我略七世的政治理念，并且取得了部分成功。1104年，賈利二世慫恿亨利四世的次子亨利反对自己的父亲。賈利二世不久发现亨利五世对国王保留圣职赋予权的强烈态度毫不逊色于其父。1106年1月在美因茨举行的帝国会议邀请賈利二世访问帝国并出席，解决双方之间的矛盾。同年10月，教宗在瓜斯塔拉召开宗教会议，会上賈利二世单方面重申聖座对圣职授权的合法性，禁止世俗君主贩卖圣职。同年，教宗结束了与英格兰方面的圣职赋予之争，通过坎特伯雷大主教安瑟伦与亨利一世的接洽，国王放弃了赋予主教和修道院长权杖和权戒的权力，而保留了圣职空缺时的提名权和圣职接受者宣誓效忠国王的典礼以及典礼后从国王那里获得教会财产的仪式。同年末，賈利二世前往法兰西寻求调节国王腓力与王储路易间的冲突。但是由教宗主持的谈判会议没能取得任何进展，所以教宗在1107年9月返回意大利。当亨利五世为加冕进军罗马时，教宗与国王于1111年2月达成和解。根据协议，教会放弃自查理曼时代所拥有帝国和意大利王国的财产所有权和一系列特权；国王则放弃主教任命权。原定于2月12日举行的加冕，因罗马市民的暴动而取消，亨利劫持了教宗和枢机后撤离罗马。
在被监禁61天后，由卡普阿親王羅伯特一世率领一支诺曼人军队试图营救教宗未果。摄于诺曼人的威胁，教宗在承认国王对主教的任命权后得到释放。1111年4月13日，賈利二世在聖伯多祿大殿將亨利加冕为罗马帝国皇帝，在教宗发誓遵守与皇帝的协定后，亨利翻越阿尔卑斯山返回德意志。在額我略党人的压力下，教宗在1112年3月的拉特朗宮宗教会议上宣布先前与皇帝的协定无效。教宗之后在维埃纳宗教会议上宣布对皇帝实施绝罚。由于英格兰的主教调任未经过聖座认可，賈利二世威胁要对亨利一世绝罚。托斯卡纳藩侯玛蒂尔达去世后，其生前要求将所有领地和财产捐赠于教会。玛蒂尔达的馈赠未得到教会的公开承认也没有任何记录备案。亨利五世随即宣布那些领土和财产属于帝国，再次进军罗马，教宗被迫逃离罗马。賈利二世在亨利撤离后返回罗马，不久于1118年1月21日去世。

## 任内
賈利二世下令重新修建在1084年因诺曼人劫掠罗马时毁于战火的四殉道堂。
任内期间，拜占庭皇帝亚历克塞一世试图修复自东西教会大分裂以来天主教會和東正教會相互的敌视关系，但无果。1112年，賈利二世要求君士坦丁堡牧首承认教宗在基督教中的首要地位，遭到東正教會方拒绝。